# 正十二面体の星型一覧
正十二面体の星型一覧（せいじゅうにめんたいのほしがたいちらん）は、正十二面体を星型化した多面体の一覧である。

## 一覧
星型は全部で4種類あり、4つとも正多面体か星型正多面体である。
| 番号 | 記号 | 名前、説明     | 画像 |
| ---- | ---- | -------------- | ---- |
| 1    | A    | 正十二面体自身 |      |
| 2    | B    | 小星型十二面体 |      |
| 3    | C    | 大十二面体     |      |
| 4    | D    | 大星型十二面体 |      |